# Kigelia afrykańska
Kigelia afrykańska  (Kigelia africana), znany szerzej jako drzewo kiełbasiane, na terenie RPA zwane przez miejscową ludność worsboom – rodzaj roślin z rodziny bignoniowatych. Należy do monotypowego rodzaju kigelia (Kigelia DC.). Pochodzi z tropikalnej Afryki, ale rozprzestrzenił się także w niektórych innych rejonach poza obszarem swojego rodzimego pochodzenia

## Morfologia

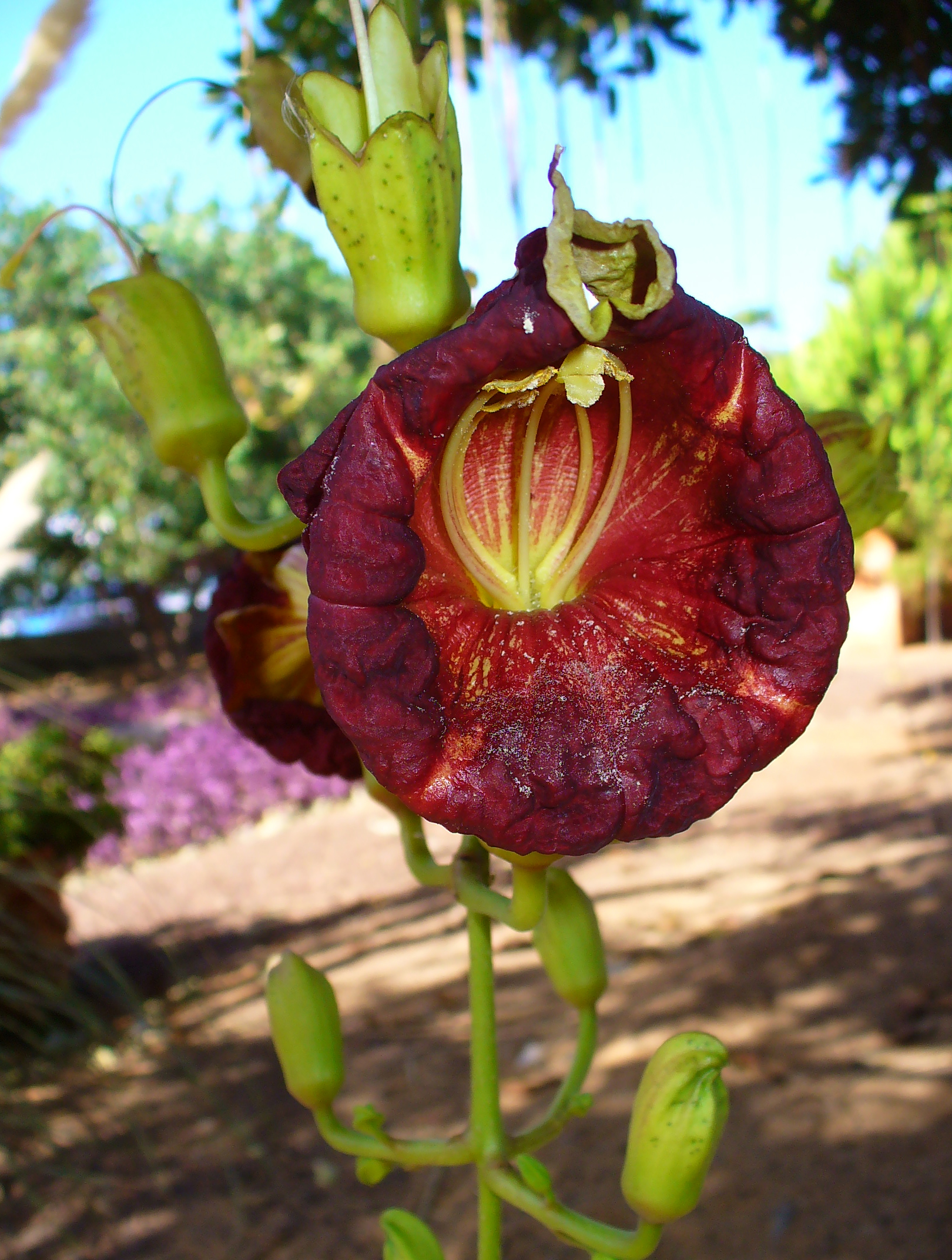
Kwiat

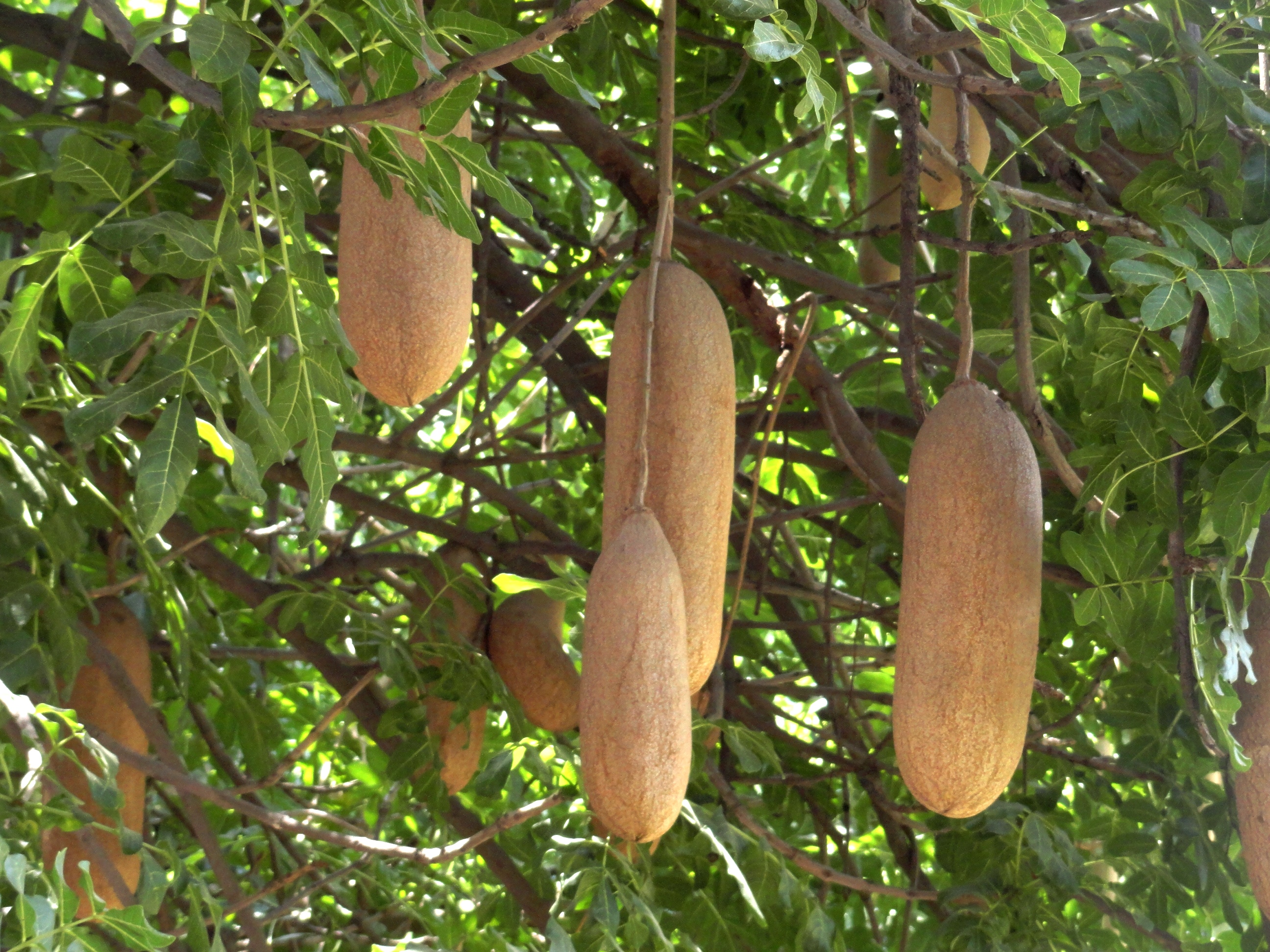
Owoce

PokrójDrzewo, które jest wiecznie zielone, może sięgnąć 18 metrów wysokości. Korona jest nisko osadzona i rozłożysta.
LiścieNieparzystopierzaste.
KwiatyDzwonkowate, ciemnoczerwone, o nieprzyjemnym zapachu, zwisające na kilkumetrowych szypułkach. Otwierają się w nocy i są zapylane przez nietoperze (chiropterogamia.
OwoceNazwa pochodzi stąd, że drzewo to owocuje szarymi „kiełbaskami” których długość może sięgać 100 cm, a waga dojść do 10 kg. Najczęściej jednak owoce mają od 30 do 60 cm długości, 10 cm szerokości i ważą około 5 kg.

## Systematyka
Synonimy
Kigelkeia Raf., Sotor Fenzl
Pozycja systematyczna według APweb (aktualizowany system APG III z 2009)
Należy do plemienia Coleae, rodziny bignoniowatych (Bignoniaceae) Juss., która jest jednym z kladów w obrębie rzędu jasnotowców (Lamiales) Bromhead z grupy astrowych spośród roślin okrytonasiennych.
Pozycja w systemie Reveala (1993-1999)
Gromada okrytonasienne (Magnoliophyta Cronquist), podgromada Magnoliophytina Frohne & U. Jensen ex Reveal, klasa Rosopsida Batsch, podklasa jasnotowe (Lamiidae Takht. ex Reveal), nadrząd Lamaianae Takht., rząd jasnotowce (Lamiales Bromhead), rodzina bignoniowate (Bignoniaceae Juss.), rodzaj kigelia (Kigelia DC.).

## Zastosowanie
Owoce nie nadają się do jedzenia. Są jednak od dawna wykorzystywane przez miejscową ludność w celach kultowych i leczniczych. Posiadają one właściwości wzmacniające tętnice i żyły oraz przeciwnowotworowe. Obecnie ekstrakty z owoców stosuje się najczęściej w preparatach dla kobiet.